# Классификации малых планет
Классифика́ции ма́лых плане́т — группы и классы различных малых тел Солнечной системы, которые объединены в них на основании орбитальных (степень удалённости от Солнца, взаиморасположение с планетами) и физических параметров. Группы эти, как правило, получают название в честь своего первого открытого или самого крупного представителя (которым, зачастую, является одно и то же тело) или же, исходя из места расположения орбит представителей группы.

## Вулканоиды
Вулканоиды — группа гипотетических астероидов, которые могут иметь орбиту в динамически стабильной зоне между 0,08 и 0,21 а.е., то есть двигаются в непосредственной близости от Солнца внутри орбиты Меркурия. Из-за их близости к Солнцу наблюдение и обнаружение астероидов этого класса сопряжено с серьёзными трудностями: поскольку вулканоиды никогда не удаляются от Солнца на значительное угловое расстояние, то они просто теряются в его лучах, что делает их обнаружение с поверхности Земли практически невозможным. Именно этим обстоятельством можно объяснить тот факт, что пока не удалось обнаружить ни одного подобного астероида. Поскольку ни одного вулканоида обнаружить ещё не удалось, эту группу астероидов на данный момент не выделяют как часть официальной классификации малых планет.

## Астероиды, сближающиеся с Землёй
Астероиды, сближающиеся с Землёй — астероиды, чьи орбиты проходят вблизи орбиты Земли или пересекают её. Основным классифицируемым параметром у околоземных астероидов является расстояние от Солнца в перигелии (q), которое у таких астероидов меньше 1,3 а.е. Такие астероиды ещё иногда называют околоземными астероидами, поскольку их орбиты располагаются в относительной близости от земной орбиты. Всего выделено 4 группы околоземных астероидов в зависимости от расположения орбит по отношению к земной орбите: Атиры, Атоны, Аполлоны и Амуры. Согласно сложившейся традиции, все группы околоземных астероидов были названы в честь своего первого открытого представителя, за исключением Амуров, первым открытым представителем которых является астероид (433) Эрос. По классификации центра малых планет астероиды группы Атиры рассматриваются как подгруппа астероидов группы Атона с афелиями внутри орбиты Земли. Наиболее известным астероидом этого класса является астероид (99942) Апофис.
- Атиры — орбиты полностью лежат внутри земной орбиты (расстояние до Солнца в афелии (Q) меньше перигелийного расстояния Земли, {\displaystyle Q<0{,}983\,{\text{a. e.}}}). К этой группе относятся все астероиды, чьи орбиты лежат внутри земной, в частности, астероиды, движущиеся по орбитам вблизи Меркурия и Венеры. Одним из наиболее известных астероидов этого класса является астероид (163693) Атира.
- Атоны — пересекают земную орбиту с внутренней стороны (расстояние до Солнца в афелии больше перигелийного расстояния Земли, {\displaystyle Q>0{,}983\,{\text{a. e.}}}, но большая полуось (a) ещё меньше земной {\displaystyle a<1\,{\text{a. e.}}}). Орбиты этих астероидов большей частью по-прежнему лежат внутри земной орбиты, но уже начинают пересекаться с ней вблизи своих афелиев. Одним из наиболее известных астероидов этого класса является астероид (2062) Атон.
- Аполлоны — пересекают земную орбиту с внешней стороны (расстояние до Солнца в перигелии меньше, чем афелийное расстояние Земли {\displaystyle q<1{,}017\,{\text{a. e.}}}, но большая полуось уже больше земной {\displaystyle a>1\,{\text{a. e.}}}). Орбиты этих астероидов большей частью уже лежат снаружи земной орбиты, но теперь начинают пересекаться с ней вблизи своих перигелиев. Одним из наиболее известных астероидов этого класса является астероид (1862) Аполлон[6], также астероиды этого класса (162173) Рюгу и (101955) Бенну исследовались с помощью АМС.
- Амуры — орбиты полностью лежат снаружи земной орбиты (их перигелий больше афелия Земли, но меньше 1,3 а.е., {\displaystyle 1{,}017\,{\text{a. e.}}<q<1{,}3\,{\text{a. e.}}}). К этой группе также относятся астероиды, движущиеся вблизи Марса, обладающие большим эксцентриситетом. Эти астероиды не пересекают земную орбиту, но вследствие гравитационных возмущений со стороны планет могут перейти в группу Аполлона. Одним из наиболее известных астероидов этого класса является астероид (1221) Амур. Сюда же входит астероид (433) Эрос, который является единственным околоземным астероидом этого класса, исследованным с помощью АМС.

Среди околоземных астероидов отдельно выделяют астероиды, сближающиеся с Землёй на расстояние менее 0,05 а.е. Считается, что такие астероиды потенциально опасны, так как несут угрозу столкновения с нашей планетой.
- Квазиспутник — обособленная группа малых планет, не относящаяся напрямую к околоземным астероидам, но по типу орбит очень схожая с четырьмя вышеперечисленными группами. В зависимости от их расстояния до Солнца в перигелии они относятся либо к атонам, либо к аполлонам. Значения больших полуосей их орбит совпадают со значением большой полуоси планеты (не обязательно Земли), то есть находятся с ней в орбитальном резонансе 1:1, что обеспечивает равенство периодов обращения планеты и спутников и позволяет им оставаться вблизи друг друга на протяжении многих орбитальных циклов[7]. При этом их орбиты могут обладать как очень высоким эксцентриситетом[8], так и довольно низким, сравнимым с эксцентриситетом Земли[9].

## Астероиды, пересекающие орбиту Марса
Астероиды, пересекающие орбиту Марса — немногочисленный класс астероидов, орбиты которых лежат в промежуточной области, расположенной между околоземными астероидами и главным поясом (их перигелий больше 1,3 а.е., но меньше афелия Марса {\displaystyle 1{,}3\,{\text{a. e.}}<q<1{,}66\,{\text{a. e.}}}, а большая полуось {\displaystyle a<3{,}2\,{\text{a. e.}}}). Эти астероиды пересекают орбиту Марса и имеют высокую вероятность попасть в зону действия его гравитации, что может, либо создать угрозу столкновения астероида с поверхностью Марса, как это было с 2007 WD5, либо переход астероида на более вытянутую орбиту. Оба варианта представляют собой значительный интерес для астрономов. Но второй вариант, помимо всего прочего, в конечном итоге также может привести к переходу астероида на околоземную орбиту, что наглядно иллюстрирует промежуточную стадию одного из возможных путей миграции малых тел из главного пояса в околоземную область. Одним из наиболее известных астероидов этого класса является астероид (9969) Брайль.

## Главный пояс астероидов
Пояс астероидов — область пространства Солнечной системы, располагающаяся между орбитами Марса и Юпитера и являющаяся местом скопления большей части известных на данный момент астероидов.
- Щели Кирквуда — это области в поясе астероидов, в которых практически отсутствуют астероиды из-за резонансного действия Юпитера. Дело в том, что во время каждого сближения астероида с Юпитером, астероид испытывает определённое гравитационное воздействие со стороны планеты-гиганта. А если речь идёт об орбитальном резонансе, то такие сближения происходят регулярно. В результате, гравитационные воздействия происходят со строгой периодичностью и с каждым разом усиливают друг друга, как бы раскачивая астероид на его орбите, что в конце концов приводит к переходу астероида на новую, зачастую сильно вытянутую, орбиту. Причём, речь идёт не о существовании каких-то пустых областей в главном поясе, в которых отсутствуют астероиды, а лишь о некоторых значениях больших полуосей (средних расстояний астероидов от Солнца), которые почти не встречаются среди астероидов. Такие области обозначаются соотношением периодов обращения астероида и Юпитера, и называются щелями Кирквуда. Таких щелей, то есть — резонансов, существует достаточно много, но наиболее крупными являются резонансы 3:1 и 5:2, именно они и являются условными границами, разделяющими пояс астероидов на три части, которые несколько различаются между собой по составу и структуре:
  - Внутренний — между резонансами 4:1 и 3:1 (между 2,06 и 2,5 а.е.), наклон не более 18°. Крупнейший представитель — астероид (4) Веста. Внутреннюю часть главного пояса, в свою очередь, можно разделить ещё на две зоны:
    - Ia — между резонансами 4:1 и 10:3 (между 2,06 и 2,33 а.е.)
    - Ib — между резонансами 10:3 и 3:1 (между 2,33 и 2,5 а.е.)

  - Средний — между резонансами 3:1 и 5:2 (между 2,5 и 2,82 а.е.), наклон не более 33°. Крупнейший представитель — карликовая планета Церера. Среднюю часть главного пояса, в свою очередь, можно разделить ещё на две зоны:
    - IIa — между резонансами 3:1 и 8:3 (между 2,5 и 2,706 а.е.)
    - IIb — между резонансами 8:3 и 5:2 (между 2,706 и 2,82 а.е.)

  - Внешний — между резонансами 5:2 и 2:1 (между 2,82 и 3,27 а.е.), наклон не более 30°, эксцентриситет не более 0,35. Крупнейший представитель — астероид (10) Гигея. Внешнюю часть главного пояса, в свою очередь, можно разделить ещё на две зоны:
    - IIIa — между резонансами 5:2 и 9:4 (между 2,82 и 3,03 а.е.)
    - IIIb — между резонансами 9:4 и 2:1 (между 3,03 и 3,27 а.е.)
- Семейства астероидов — это группы астероидов, имеющих примерно схожие элементы орбит, такие как большая полуось, наклон орбиты и эксцентриситет. При этом, некоторые из них, чьи собственные элементы орбит одинаковы, скорее всего являются фрагментами разрушившихся в прошлом в результате столкновений более крупных астероидов. Астероиды семейств не группируются в какой-то определённой точке, а распределены по всему объёму главного пояса и определяются орбитальными параметрами своих представителей. Причём некоторые даже очень крупные семейства встречаются не только внутри главного пояса, но и на его границах (семейство Венгрии, семейство Хильды).
- Спектральные классы астероидов — это совокупность групп астероидов, каждая из которых характеризуется особыми параметрами спектра, цвета и альбедо, а следовательно — и химического состава поверхности. Наиболее широкое распространение получили два варианта этой классификации: Толена и SMASS. Классификация составленная в рамках проекта SMASS по сути является уточнённой и расширенной классификацией американского астронома Дэвида Толена и основные спектральные классы в них совпадают.
- Кометы главного пояса — это особый класс объектов, входящих в состав главного пояса астероидов наравне с другими астероидами и двигающихся по почти круговым орбитам[11]. Но в отличие от астероидов, на определённых участках орбит (наиболее близких к Солнцу), они способны проявлять кометную активность за счёт льда и замёрзших газов, сохранившихся неглубоко под поверхностью этих тел[12]. Не исключено, что многие астероиды ранее тоже относились к этому классу, но, исчерпав все запасы летучих веществ, стали выродившимися кометами ((14827) Гипнос)[13].

## Троянские астероиды
Троянские астероиды — группы астероидов, которые движутся в окрестностях одной из двух точек Лагранжа L4 или L5 системы Солнце—планета. Эти астероиды находятся в резонансе с планетой 1:1 и располагаются примерно в 60° впереди (L4) или позади (L5) планеты. Первые такие астероиды получили названия (588) Ахиллес и (617) Патрокл. Впоследствии сложилась традиция называть астероиды в лагранжевых точках в честь героев Троянской войны, и такие астероиды получили название «троянских». Больше всего троянских астероидов обнаружено у Юпитера, что обусловлено размерами планеты и её близостью к поясу астероидов, одному из крупнейших источников малых тел Солнечной системы. Вторым по численности троянских астероидов является Нептун, у которого открыто всего девять таких тел, ещё четыре найдено у Марса, и два были обнаружены у Земли.
Таким образом, по планетарному признаку выделяются:
- троянские астероиды Земли
- троянские астероиды Марса
- троянские астероиды Юпитера

 — «троянцы»
 — «греки»
- троянские астероиды Нептуна

## Кентавры
Кентавры — класс малых тел, орбиты которых располагаются между орбитами Юпитера и Нептуна ({\displaystyle 5{,}5\,{\text{a. e.}}<a<30{,}1\,{\text{a. e.}}}). Первым открытым кентавром является (944) Идальго (1920 год), хотя собственно класс был выделен лишь в 1977 году, с открытием (2060) Хирона. Кентавры находятся в динамически нестабильной зоне, поскольку в процессе своего движения по орбите периодически попадают под влияние мощной гравитации планет-гигантов, что вызывает возмущения их орбит. Моделированием установлено, что срок нахождения малых тел на орбитах кентавров в среднем составляет несколько миллионов лет. Предполагается, что родоначальниками кентавров являются транснептуновые объекты, однажды попавшие под влияние гравитации планет-гигантов и в результате стянутые ими на более близкие к Солнцу орбиты. Состав этих тел рассматривается как смесь льда, замёрзших газов и пыли. На ноябрь 2012 года обнаружено несколько сотен таких тел, а общее количество кентавров, размером более 1 км, оценивается в несколько десятков тысяч.

## Дамоклоиды
Дамоклоиды — немногочисленная группа астероидов, движущихся по кометообразным траекториям. Эти тела характеризуются высокоэксцентричными ({\displaystyle e>0{,}75}) сильно наклонёнными орбитами, схожими с орбитами комет, но не проявляющих кометной активности. Дамоклоиды обладают широким разбросом значений больших полуосей и могут двигаться как вблизи Солнца (2009 РС82 a=2,528 a. e.), так и удаляться от него на огромные расстояния (2005 VX3 a=837,3 a. e.). Считается, что дамоклоидом является любой объект с критерием Тиссерана {\displaystyle {T_{i}}<2}. Согласно предположениям некоторых астрономов, дамоклоиды могут являться неактивными ядрами кометы Галлея или схожих с ней комет. Однако, единства относительно природы происхождения этих тел, а также точных границ их распространения среди астрономов пока нет. По этой причине дамоклоиды на данный момент не выделяют как часть официальной классификации малых планет. По состоянию на февраль 2011 года насчитывалось 41 представителя этой группы. Наиболее известным представителем этого класса является астероид (5335) Дамокл.

## Транснептуновые объекты
Транснептуновые объекты — обширный класс малых планет, который включает в себя большое количество крупных ледяных астероидов, находящихся за орбитой Нептуна, в том числе большинство карликовых планет (Плутон, Эрида). Точная иерархия в данной классификации отсутствует, так как отдельные группы объектов взаимопроникают друг в друга.
- Пояс Койпера —область Солнечной системы от орбиты Нептуна (30 а.е. от Солнца) до расстояния около 55 а.е. от Солнца.  Он намного шире и в 20-200 раз массивней Главного пояса, но его объекты состоят в основном из летучих веществ (метан, аммиак, водный лёд).
  - Классические объекты — имеют круговые слабонаклонённые орбиты, в диапазоне 40 — 50 а.е. от Солнца.
- Резонансные объекты — находятся в  орбитальном резонансе с Нептуном. При этом особенно далёкие резонансы могут выходить за пределы пояса Койпера и относиться к объектам рассеянного диска.
  - Плутино (2:3)
  - Резонанс (3:5)
  - Резонанс (4:7)
  - Тутино (1:2)
  - Резонанс (2:5)
  - Другие резонансы
- Рассеянный диск — удалённый регион, слабо заселённый малыми телами. Внутренняя область рассеянного диска частично перекрывается с поясом Койпера (некоторыми резонансными объектами), но по сравнению с ним, внешняя граница диска пролегает гораздо дальше от Солнца и гораздо выше и ниже плоскости эклиптики.
- Обособленные объекты — представляются объектами расширенного рассеянного диска, характеризуются значительным удалением точки перигелия от орбиты Нептуна, в связи с чем они практически не испытывают никакого гравитационного взаимодействия с другими телами Солнечной системы, потому и называются обособленными.
- Облако Оорта — гипотетическая область пространства, внутренняя граница которого удалена от Солнца на 50 000 — 100 000 а.е. Предполагается, что оно является остатком исходного протопланетного диска. Именно сюда гравитацией Юпитера были выброшены большинство астероидов, оставшихся после формирования основных планет. Поэтому в нём должно находиться гораздо больше астероидов, чем в Главном поясе и Поясе Койпера, вместе взятых. Оно является источником долгопериодических комет, но может содержать и гораздо более крупные объекты (около 1000 км).